# Dianthus denaicus
Dianthus denaicus là loài thực vật có hoa thuộc họ Cẩm chướng. Loài này được Assadi mô tả khoa học đầu tiên năm 1985.